# سرخ‌انگم آلبانی
سرخ‌انگم آلبانی (نام علمی: Corymbia ficifolia) نام یک گونه از سرده خون‌درخت‌ها است.